# Hokama Shuzen
Hokama Shuzen (né le 6 décembre 1924 à Naha et mort le 6 décembre 2012) est un ethnologue japonais spécialiste d’Okinawa, de son histoire, sa culture, sa langue et sa pensée.
Il a fait ses études à la faculté de lettres de l’Université de Tokyo après avoir obtenu son diplôme d’études à l’Université de Kokushikan. Il a obtenu un diplôme de doctorat en études littéraires et il est actuellement professeur émérite de l’Université de Housei.
Shuzen est le directeur général de l’institut des études okinawanes.
Il a poursuivi des études sur « Omorosoushi », la plus ancienne collection des chansons traditionnelles d'Okinawa et y a trouvé les bases de la culture d'Okinawa. Il s'intéresse à la spécificité d'Okinawa et de la relation particulière qu'elle entretient avec d'autres régions d’Asie.

## Publications
- Glittering islands okinawa

## Distinctions
- Prix de la culture asiatique de Fukuoka (2003)